# 井上昭夫
井上 昭夫（いのうえ あきお、1972年 - ）は、日本の森林学者。近畿大学教授。博士（農学）（九州大学・2001年）。

## 略歴
〈出典：〉
- 1972年 - 高知県生まれ
- 1991年 - 高知県立高知追手前高等学校卒業
- 1995年 - 高知大学農学部林学科卒業
- 1998年 - 九州大学大学院農学研究科博士課程中退
- 1998年 - 鳥取大学農学部助手
- 2005年 - 鳥取大学農学部講師
- 2007年 - 熊本県立大学環境共生学部准教授
- 2015年 - 熊本県立大学環境共生学部教授
- 2019年 - 近畿大学農学部教授

## 受賞
- 1996年 - 日本林学会学生研究PRコンテスト優秀賞
- 2002年 - 日本林学会賞奨励賞
- 2004年 - 黒岩菊郎記念研究奨励賞
- 2010年 - 日本農学進歩賞
- 2014年 - 森林計画学賞
- 2015年 - 林業経営創意工夫表彰行事奨励賞
- 2016年 - Editors' Suggestion in Physical Review E
- 2016年 - 熊日出版文化賞
- 2017年 - 森林技術賞
- 2018年 - 土木学会論文賞

## 所属学会
- 日本森林学会
- 森林計画学会
- 九州森林学会